# 244 aC
El 244 aC va ser un any del calendari romà prejulià. Durant la República i l'Imperi Romà, era conegut com a any del consolat d'Àtic i Bles (o també any 510 ab urbe condita). L'ús del nom «244 aC» per referir-se a aquest any es remunta a l'alta edat mitjana, quan el sistema Anno Domini va ser el mètode de numeració dels anys més comú a Europa.

## Esdeveniments

### Antiga Grècia
- Agis IV succeeix el seu pare, Eudàmides II, com a rei d'Esparta.[2]
- La guerra a Anatòlia i la mar Egea s'intensifica quan la Lliga Aquea s'alia amb Ptolemeu III d'Egipte, mentre Seleuc II aconsegueix dos altres aliats a la regió de la mar Negra. Els exèrcits de Ptolemeu III arriben fins a Bactriana i la frontera de l'Índia en la seva campanya contra l'Imperi Selèucida.[3]

### Àsia Menor
- Seleuc II Cal·linic, rei de l'Imperi Selèucida, es presenta a Síria on els governadors de les ciutats es declaren a favor seu, i n'expulsa els egipcis en pocs mesos (entre la primavera i l'estiu); els egipcis però conserven la Celesíria i Fenícia, i la base de Selèucia de Piera, prop d'Antioquia, de la que era el port.[4]

### Antiga Roma
- Aquest any són elegits cònsols Aulus Manli Torquat Àtic i Gai Semproni Bles.[5]
- Amílcar Barca mou el seu exèrcit fins a la falda del Mont Erys, des d'on pot proporcionar suport a l'assetjada guarnició de la veïna ciutat de Drepanum (Trapani).[6]
- Establiment d'una colònia romana a Brundisium (Bríndisi).[7]

## Necrològiques
- Eudàmides II, rei d'Esparta.[2]